# Janata Dal (1988–1999)
Janata Dal – indyjska partia polityczna istniejąca w latach 1988–1999.

## Historia
Partia powstała z połączenia większości frakcji byłej największej partii opozycyjnej Janata oraz kilku mniejszych ugrupowań: Bharatiya Lok Dal, Indyjskiego Kongresu Narodowego (socjalistycznego) oraz Jan Morcha (Front Ludowy) 8 października 1988. Data powstania nie została wybrana przypadkowa, było to 3 dni po 10 rocznicy śmierci i w 86. rocznicę urodzin Jayaprakasha Narayana jednego z wybitnych bojowników o niepodległość Indii, byłego lidera Janaty. Inicjatorem powstania partii i jej pierwszym przewodniczącym partii został Vishwanath Pratap Singh.
W wyborach parlamentarnych w 1989 partia stanęła na czele sojuszu Front Narodowy i wygrała je. Sama Janata Dal zdobyła 143 mandaty, pozostające w sojuszu Indyjska Partia Ludowa 85, co w połączeniu z głosami małych partii pozwoliło Singhowi sformować rząd, na którego czele sam stanął zostając 8. premierem Indii 2 grudnia 1989. Rząd utracił większość gdy największy rywal Singha – Chandra Shekhar doprowadził do rozłamu partii i wraz z 64 innymi posłami utworzył Samajwadi Janata Party. Nowa partia weszła w koalicję z największym ugrupowaniem – Indyjskim Kongresem Narodowym i 10 listopada 1990 Shekhar został premierem.
Po przyśpieszonych wyborach w 1991 Janata Dal zajęła trzecie miejsce za INC i BJP i pozostała w opozycji.
W 1994 przewodniczącym partii został Haradanahalli Doddegowda Deve Gowda. W wyborach w 1996 partia pod nowym przywództwem – i w nowym szerokim sojuszu Zjednoczonym Froncie – ponownie zajęła trzecie miejsce, ponieważ jednak żadna z większych partii nie była w stanie sama sformować rządu, to właśnie Gowda został premierem rządu wspieranego przez INC. Funkcję tę sprawował od 1 czerwca 1996 do 21 kwietnia 1997, kiedy stracił zaufanie koalicjanta. Nowym premierem został dotychczasowy minister spraw zagranicznych Inder Kumar Gujral, który pozostał na stanowisku do 19 marca 1998, kiedy to w wyniku kolejnych przyśpieszonych wyborów premierem został przewodniczący zwycięskiej Indyjskiej Partii Ludowej – Atal Bihari Vajpayee.
Do wyborów tych Janata Dal poszła podzielona – rozpadła się na szereg mniejszych ugrupowań – m.in. Rashtriya Janata Dal, Biju Janata Dal, Samajwadi Janata Party (Rashtriya), All India Rashtriya Janata Party. Z czasem na bazie Janata Dal powstały kolejne partie m.in.: Janata Dal (Secular) czy Janata Dal (United).

## Partie Janata Parivar
Ponieważ na bazie Janata Dal powstało szereg kolejnych partii politycznych, w Indiach określa się je wspólnym terminem Janata Parivar
- Janata Dal (United) – lider: Sharad Yadav
- Janata Dal (Secular) – lider: Deve Gowda
- Rashtriya Lok Dal – lider: Ajit Singh
- Socialist Janata (Democratic) – lider: M. P. Veerendra Kumar
- Samata Party – lider: George Fernandes[6]
- Lok Janshakti Party – lider: Ram Vilas Paswan
- Samajwadi Party – lider: Mulayam Singh Yadav
- Biju Janata Dal – lider: Naveen Patnaik
- Rashtriya Janata Dal – lider: Laloo Prasad Yadav
- Indian National Lok Dal – lider: Om Prakash Chautala
- Samajwadi Janata Party (Rashtriya) – lider Chandra Shekhar, a następnie Kamal Morarka